# Helmut Denter
Helmut Denter (* 8. Juni 1928 in Lengerich, Kreis Tecklenburg; † 28. Juni 2018) ist ein deutscher Politiker (SPD).

## Leben und Wirken
Denter legte 1949 sein Abitur ab. Daraufhin war er als Facharbeiter bei der Bundespost tätig und legte beide Verwaltungsprüfungen ab. Von 1960 bis 1963 besuchte er die Wirtschafts- und Verwaltungsakademie, die er als Diplom-Kameralist verließ.
1961 trat Denter in die SPD ein. Im Jahr darauf wurde er deren Vorsitzender im Ortsverein Lengerich. Später war er auch stellvertretender Vorsitzender des Kreisverbandes und des Unterbezirks. Nachdem er bereits 1950 der Postgewerkschaft beigetreten war, wurde er 1968 Mitglied der Gewerkschaft Öffentliche Dienste, Transport und Verkehr. 1961 zog er erstmals in den Lengericher Stadtrat ein. 1963 wurde er Bürgermeister der Stadt Lengerich. Ebenfalls 1961 wurde er in den Kreistag des Landkreises Tecklenburg gewählt. Von 1964 an war er Stellvertreter des Landrats – zunächst von Richard Borgmann, später von Laurenz Börgel. Die Ämter und Mandate legte er 1968 nieder, nachdem er zum Stadtdirektor von Lengerich und in die Landschaftsversammlung Westfalen-Lippe gewählt wurde. Letzterer gehörte er bis 1994 an. 1969 rückte er in den Landtag von Nordrhein-Westfalen nach, dem er nur kurz bis 1970 angehörte.